# أبو المغازل
كرسوع أبو المغازل أو طول (الاسم العلمي:Himantopus himantopus) هو نوع من الطيور يتبع جنس الكرسوع من الفصيلة النكاتيات. يسمى هذا الطائر (بالإنجليزية: Black-winged Stilt) أي كرسوع أسود الجناحين، ويعرف عند اهالي بريدة بـ أباعويد.

## صور

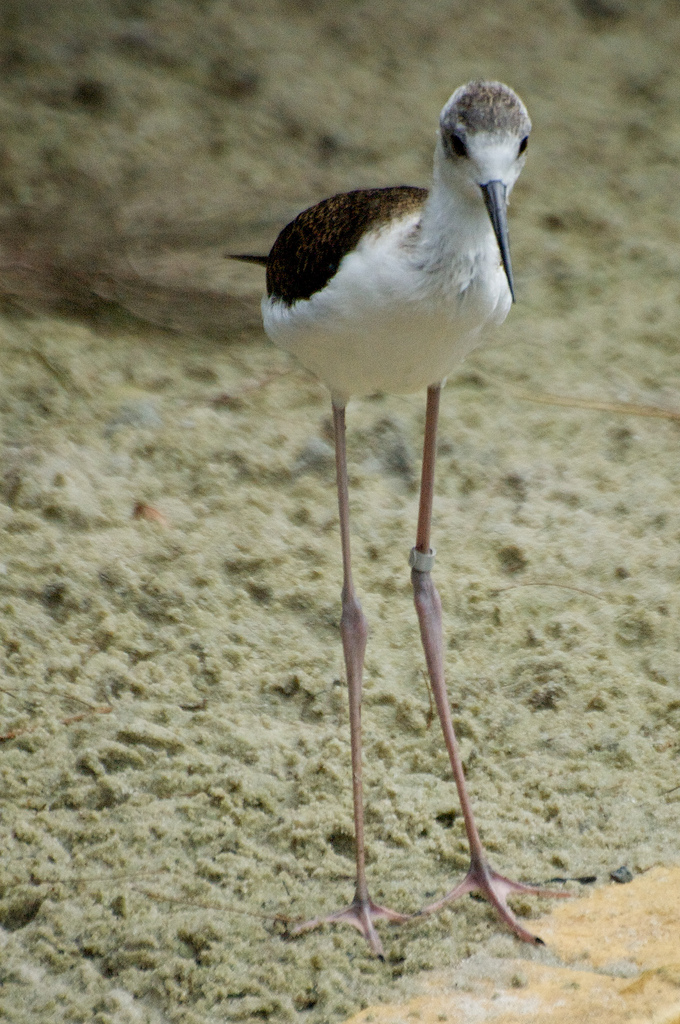
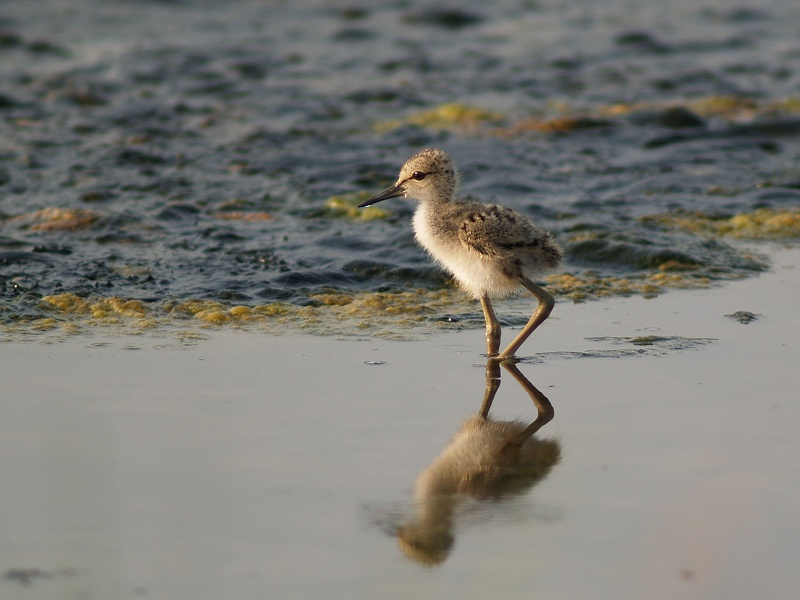
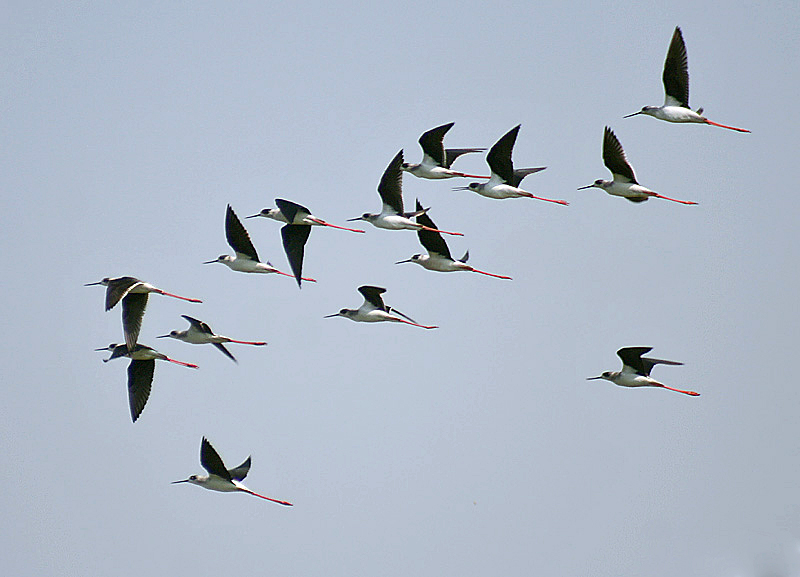
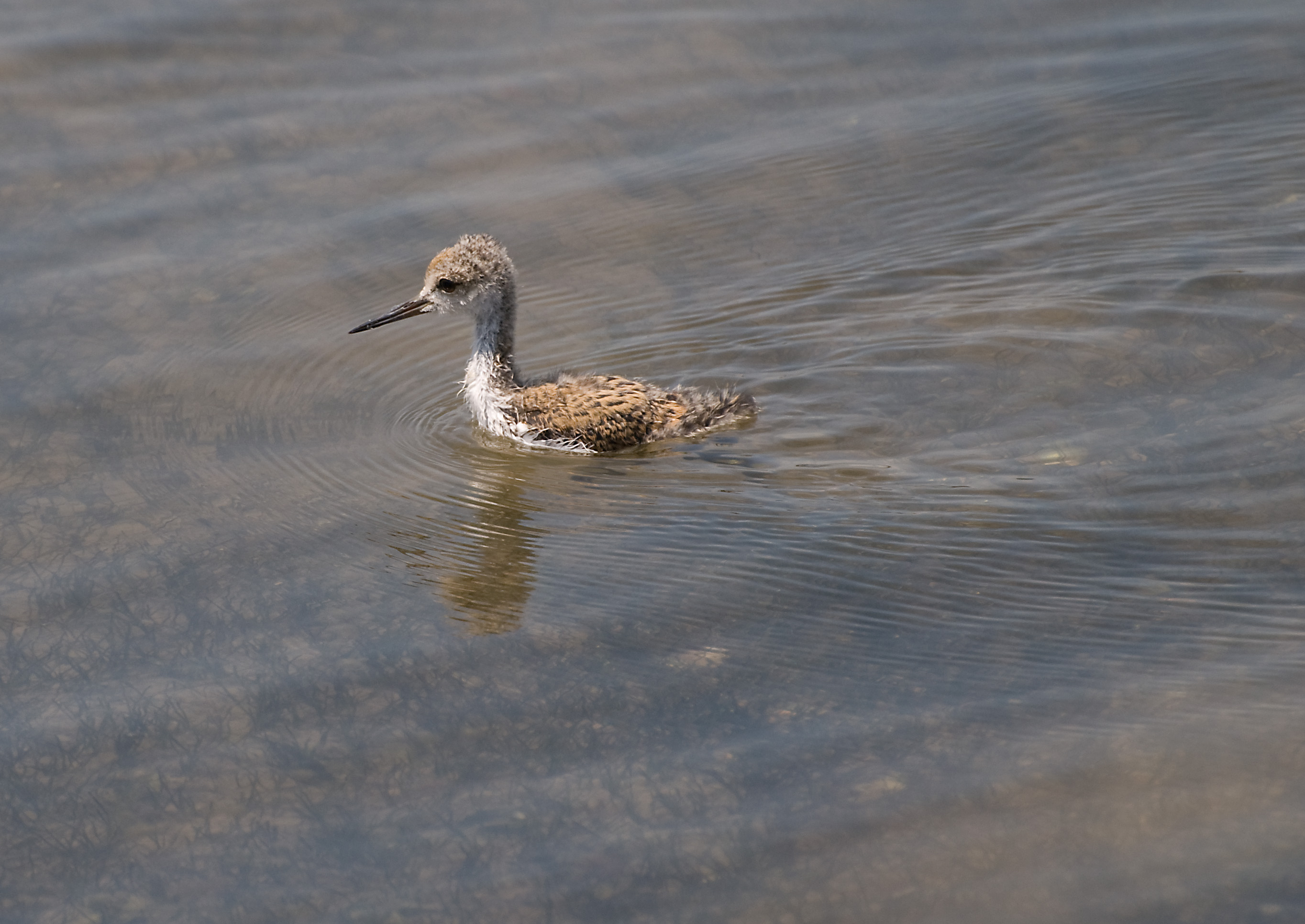
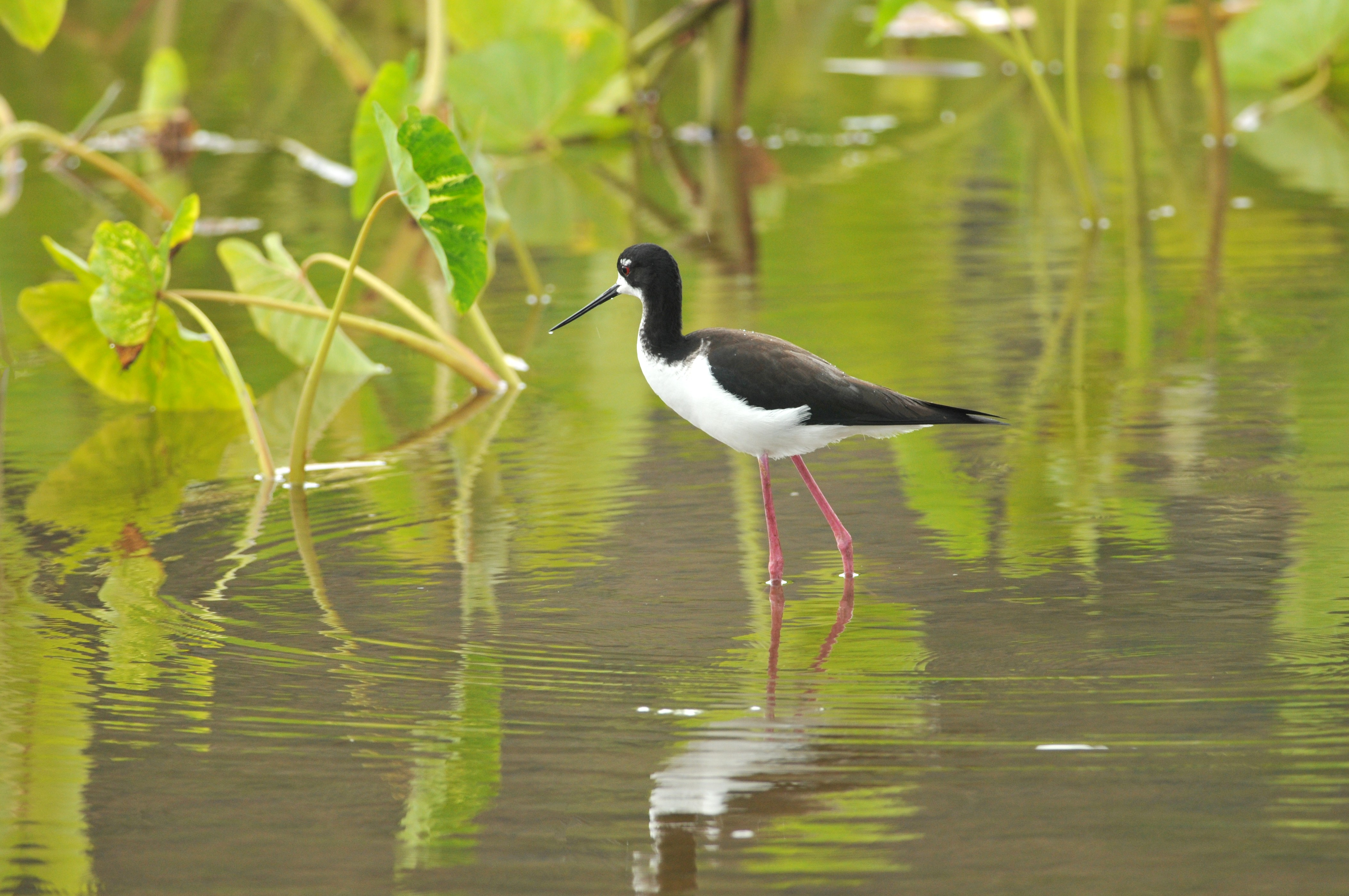